# أليكس مارتينز
أليكس مارتينز هو لاعب كرة قدم برازيلي، ولد في 17 أبريل 1980 في بلدية غوانهايس في البرازيل.